# Carpe Tenebrum
Carpe Tenebrum (incorrectamente, ”aprovechar la oscuridad” en latín) fue un proyecto de black metal en solitario del músico australiano Jamie Stinson, más conocido como  Astennu, exguitarrista de Dimmu Borgir y The Kovenant. Stian Arnesen (Nagash) fue  también involucrado en el proyecto.
Sin embargo, se ha conocido muy poco de la banda desde el lanzamiento del tercer álbum, Dreaded Chaotic Reign, en 2002.

## Miembros
- Jamie "Astennu" Stinson - guitarras, bajo, teclados, batería programada, vocales en Dreaded Chaotic Reign)
- Stian "Nagash" Arnesen - vocales en los primeros dos álbumes

## Discografía
- Majestic Nothingness LP (1997, Head Not Found)
- Mirrored Hate Painting LP (1999, Hammerheart Records)
- Dreaded Chaotic Reign LP (2002, Hammerheart Records)